# Kavuktepe, Hozat
Kavuktepe là một xã thuộc huyện Hozat, tỉnh Tunceli, Thổ Nhĩ Kỳ. Dân số thời điểm năm 2010 là 67 người.